# Oimiakon

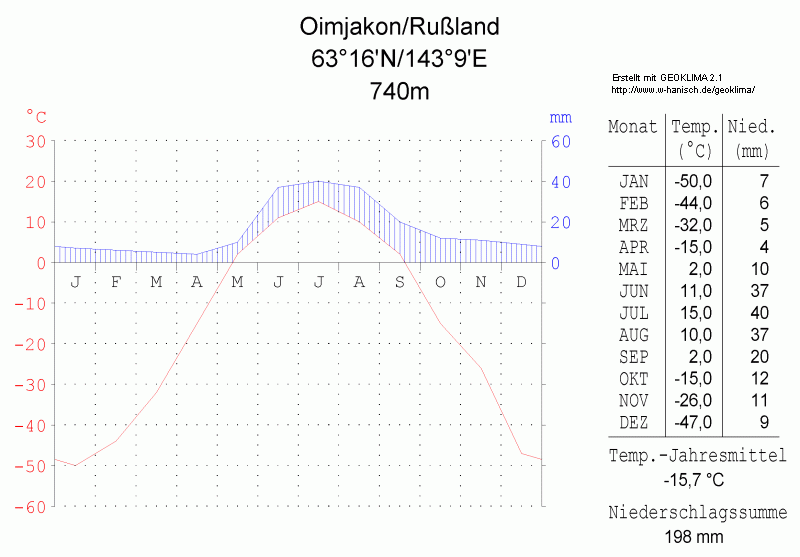
Diagrama climático de Oimiakon

Oimiakon ou Oymyakon (em russo:  Оймякон) é uma localidade do Leste da Sibéria (Federação Russa), junto ao Rio Indigirka, na República de Sakha, e tem cerca de 500 habitantes. Em seu curto verão, a temperatura pode chegar a 35 ºC positivos, entendendo-se que, juntamente às cidades russas de Verkhoyansk e Yakutsk, são as únicas cidades no mundo onde a amplitude térmica pode variar mais que 100 ºC.
Localizado no nordeste da Rússia, essa vila remota – o centro urbano mais próximo, Yakutsk, está a 800 km de distância – foi fundado para amparar pastores de renas que utilizavam as águas termais da região para aquecer os rebanhos. Oymyakon situa-se a 63° 15' Norte de latitude e 143° 9' Este de longitude, a cerca de 800 km a leste de Yakutsk, uma das mais importantes cidades da Sibéria. Oymyakon fez história de uma maneira bastante peculiar em 1926, quando atingiu a temperatura recorde de -71,2 graus celsius. Nenhum outro lugar permanentemente habitado pelo ser humano jamais registou frio tão espantoso.
No dialeto local Oymyakon significa água não congelada por causa da proximidade de fontes naturais de água. O solo é permanentemente congelado, do tipo permafrost.
A vida é extremamente difícil, e os habitantes alimentam-se de cavalo e rena. O curto período estival permite obter alguns vegetais, ausentes dos hábitos alimentares durante todo o resto do ano. Os transportes são igualmente dificultados pelo facto de combustíveis como o gasóleo congelarem a −51,5 ºC (−60,7 ºF). As escolas suspendem as aulas quando as temperaturas estão abaixo dos −58 ºC. A tinta das canetas esferográficas congelam habitualmente e todo o equipamento eletrônico tem comportamento bizarro em função das diferentes reações de dilatação e contração dos metais a temperaturas extremamente baixas. O clima da cidade subártico extremo (Dwd), apesar de estar em uma altitude mediana.